# Campionati europei di pugilato dilettanti 2013
I Campionati europei di pugilato dilettanti maschili 2013 si sono svolti a Minsk, in Bielorussia, dal 1º all'8 giugno 2013. È stata la 40ª edizione della competizione biennale organizzata dall'organismo di governo europeo del pugilato dilettantistico, EUBC.

## Calendario
La tabella sottostante riporta il calendario delle competizioni.
| Giugno | 1° | 2 | 3 | 4  | 5  | 6 | 7  | 8 |
| ------ | -- | - | - | -- | -- | - | -- | - |
|        | C  |   |   | QF | QF |   | SF | F |

|  | Cerimonia di apertura |  | Preliminari, quarti, semifinali |  | FINALI |

## Podi
| Categoria                   | Oro                   | Argento           | Bronzo                                |
| Pesi minimosca (kg 49)      | David Ajrapetjan      | Patrick Barnes    | Jack Bateson Salman Alizada           |
| Pesi mosca (kg 52)          | Andrew Selby          | Michael Conlan    | Elvin Məmişzadə Ovik Ogannisjan       |
| Pesi gallo (kg 56)          | John Joseph Nevin     | Mykola Bucenko    | Vladimir Nikitin Aram Avagyan         |
| Pesi leggeri (kg 60)        | Pavlo Iščenko         | Vazhen Safar'janc | Dmitrij Poljanskij Miklós Varga       |
| Pesi superleggeri (kg 64)   | Armen Zakarjan        | Dmitri Galagot    | Abdel-Malik Ladjali Artem Harutyunyan |
| Pesi welter (kg 69)         | Aleksandr Besputin    | Arajik Marutjan   | Bohdan Šelestjuk Pavel Kastramin      |
| Pesi medi (kg 75)           | Jason Quigley         | Bogdan Juratoni   | Jevhen Chytrov Zoltán Harcsa          |
| Pesi mediomassimi (kg 81)   | Nikita Ivanov         | Peter Mullenberg  | Petru Ciobanu Sjarhej Novikaŭ         |
| Pesi massimi (kg 91)        | Aleksej Egorov        | Teymur Mammadov   | Denys Pojacyka Emir Ahmatovic         |
| Pesi supermassimi (kg 91 +) | Magomedrasul Medžidov | Sergej Kuzmin     | Viktar Zueŭ Joseph Joyce              |

## Medagliere
| Pos.   | Paese       | Oro | Argento | Bronzo | Totale |
| ------ | ----------- | --- | ------- | ------ | ------ |
| 1      | Russia      | 5   | 1       | 3      | 9      |
| 2      | Irlanda     | 2   | 2       | 0      | 4      |
| 3      | Ucraina     | 1   | 1       | 3      | 5      |
| 4      | Azerbaigian | 1   | 1       | 2      | 4      |
| 5      | Galles      | 1   | 0       | 0      | 1      |
| 6      | Bielorussia | 0   | 1       | 3      | 4      |
| 7      | Germania    | 0   | 1       | 2      | 3      |
| 8      | Moldavia    | 0   | 1       | 1      | 2      |
| 9      | Paesi Bassi | 0   | 1       | 0      | 1      |
| 9      | Romania     | 0   | 1       | 0      | 1      |
| 11     | Inghilterra | 0   | 0       | 2      | 2      |
| 11     | Ungheria    | 0   | 0       | 2      | 2      |
| 13     | Armenia     | 0   | 0       | 1      | 1      |
| 13     | Francia     | 0   | 0       | 1      | 1      |
| Totale | Totale      | 10  | 10      | 20     | 40     |